# Chalcis
Chalcis hay Chalkida (/[invalid input: 'icon']ˈkælsɪs/; tiếng Hy Lạp: Χαλκίδα [xalˈciða], tiếng Hy Lạp cổ/Katharevousa: Χαλκίς), là thành thị chính của đảo Euboea ở Hy Lạp, nằm trên eo biển của Evripos tại điểm hẹp nhất. Đây là thành phố lớn thứ 10 của Hy Lạp. Tên được bảo tồn từ thời cổ đại và có nguồn gốc từ χαλκός Hy Lạp (đồng, đồng), mặc dù không có dấu vết của bất kỳ mỏ trong khu vực. Cuối thời Trung Cổ, được gọi là Negropont (tiếng Ý: Negroponte, "đen cầu", tiếng Hy Lạp: Νεγροπόντε), một tên đã được áp dụng cho toàn bộ hòn đảo Euboea cũng.
Địa danh này được đề cập lần đầu trong Iliad (năm 2.537), nơi nó được đề cập trong cùng một bậc như Eretria đối thủ của mình. Nó cũng ghi nhận rằng con tàu đặt ra cho cuộc chiến thành Troy đã tập trung tại Avlis, bờ nam của eo biển gần thành phố. Các ngôi mộ Phòng tại Trypa và Vromousa ngày đến thời kỳ Mycenaean được khai quật Papvasileion vào năm 1910. Trong thế kỷ thứ 8 và thứ 7 trước Công nguyên, thực dân từ Chalcis thành lập ba mươi thị trấn trên bán đảo Chalcidice, và một số thành phố quan trọng ở Sicilia. Hoạt động sản xuất khoáng sản, kim loại, và đồ gốm không những thiết lập các khu vực chợ trong các khu định cư, mà còn đã được phân phối trên Địa Trung Hải trong các tàu của Corinth và Samos.
Với sự giúp đỡ của các đồng minh, Chalcis tham gia trong liên minh đối thủ của Eretria láng giềng của mình trong chiến tranh Lelantine cái gọi là, mà nhờ nó Chalcis giành được khu vực nông nghiệp tốt nhất của Euboea và trở thành thành phố chính của hòn đảo. Đầu thế kỷ thứ 6 trước Công nguyên, sự thịnh vượng của nó đã bị phá vỡ bởi một cuộc chiến tàn khốc với người Athens, đã trục xuất các tầng lớp quý tộc cầm quyền và thiết lập một cleruchy trên khu vực này. Chalcis sau đó trở thành một thành viên của cả hai Liên minh Delian. Aristotle, nhà triết học vĩ đại, cũng sống trong thành phố.
Trong thời kỳ Hy Lạp cổ đại, nó đã đạt được tầm quan trọng như là một pháo đài mà theo đó các nhà cai trị tiếng Macedonia kiểm soát trung tâm Hy Lạp. Nó được sử dụng bởi vị vua Antiochus III của Syria (192 trước Công nguyên) và Mithradates VI của Pontus (88 TCN) là một cơ sở cho xâm lược Hy Lạp.